# Turkiet i olympiska vinterspelen 1984
Turkiet deltog med sju deltagare vid de olympiska vinterspelen 1984 i Sarajevo. Ingen av landets deltagare erövrade någon medalj.